# IRIX Interactive Desktop
IRIX Interactive Desktop (изначально Indigo Magic) — среда рабочего стола по умолчанию на рабочих станциях Silicon Graphics с операционной системой IRIX. IRIX Interactive Desktop использует Motif поверх X Window System. По умолчанию оконным менеджером является 4Dwm. IRIX Interactive Desktop впервые появилась на рабочих станциях Indy в 1993.
IRIX Interactive Desktop имеет два основных компонента: System Manager и Toolchest. Системный менеджер является основным средством конфигурирования рабочего стола и операционной системы. Toolchest — это меню (обычно находящееся на рабочем столе), которое показывает установленные на рабочей станции программы. Когда окна программ не используются, они минимизируются до небольшого квадрата на рабочем столе.